# Gòral
Els gòrals (Naemorhedus o Nemorhaedus) són un gènere de quatre espècies d'ungulats petits. Tenen un aspecte similar al de les cabres o els antílops. El nom genèric deriva del llatí nemor-haedus, de nemus, nemoris ("bosquet") i haedus ("cabreta"), però Hamilton Smith l'escrigué erròniament com a Naemorhedus el 1827.
Fins fa poc, aquest gènere també incloïa les espècies de serau (actualment classificades al gènere Capricornis).
El nom "gòral" ve d'una paraula de l'est de l'Índia per referir-se al gòral comú. Les quatre espècies de gòrals són:
- El gòral comú, Naemorhedus goral, del nord-est de l'Índia, el Nepal, Bhutan i el nord del Pakistan.
- El gòral cuallarg, Naemorhedus caudatus, de l'est de Rússia i la Xina fins a l'oest de Tailàndia i l'est de Myanmar.
- El gòral vermell, Naemorhedus baileyi, viu en àrees de la província xinesa de Yunnan, el Tibet i el nord-est de l'Índia fins al nord de Myanmar.
- El gòral de la Xina, Naemorhedus griseus, que viu a Myanmar, la Xina, l'Índia, Tailàndia, el Vietnam i possiblement Laos